# The Thicket (film)
The Thicket è un film del 2024 diretto da Elliott Lester.
La pellicola è l'adattamento cinematografico del romanzo La foresta di Joe R. Lansdale.

## Produzione
Il film è stato co-prodotto da Peter Dinklage, legato al progetto già nel 2014. Il film è entrato ufficialmente in pre-produzione nel febbraio 2020, ma la pandemia di COVID-19 ha posticipato le riprese. Le riprese principali si sono svolte a Calgary tra il 1º e il 30 marzo 2023.

## Promozione
Il primo trailer è stato diffuso il 23 luglio 2024.

## Distribuzione
Il film è stato distribuito nelle sale statunitensi il 6 settembre 2024.

## Accoglienza
L'aggregatore di recensioni Rotten Tomatoes riporta un indice di gradimento dell'85%.